# Minor Swing
Minor Swing è uno standard jazz (gipsy jazz) composto da Django Reinhardt e Stéphane Grappelli. Fu registrato per la prima volta da Le Quintette du Hot Club de France nel 1937. Venne inciso altre quattro volte durante la carriera del chitarrista, ed è considerata una delle composizioni più reinterpretate di tutti i tempi.

## Musica
Completamente senza sezione percussiva, il brano stupisce proprio per quanto riesca a trasportare l'ascoltatore con il ritmo incalzante delle chitarre ritmiche. Il brano comincia con un intro di chitarra e violino, intervallato da frasi sempre più aggressive di contrabbasso, per poi abbandonarsi al veloce e incalzante ritmo sincopato ternario del gipsy jazz. La parte solista di Reinhardt risulta a dir poco stupefacente, tenendo conto del fatto che il chitarrista svolgeva veloci e precisi fraseggi solo con l'uso dell'indice e medio della mano sinistra (anulare e mignolo erano stati resi inutilizzabili in seguito a gravi ustioni).

## Formazione
Nella prima incisione del 25 novembre 1937, il Quintetto dell'Hot Club di Parigi era formato da:
- Django Reinhardt – chitarra solista
- Stéphane Grappelli – violino
- Joseph Reinhardt – chitarra ritmica
- Eugene Vees – chitarra ritmica
- Louis Vola – contrabbasso

## Reinterpretazioni
- The David Grisman Quintet
- Biréli Lagrène
- Minor Swing è stato incluso nella colonna sonora del videogioco Mafia.
- Franco Battiato, nella sua canzone Scherzo in minore, contenuta nell'album Ferro Battuto si è chiaramente ispirato a Minor Swing.
- Il brano accompagna i titoli di testa del film Cognome e nome: Lacombe Lucien di Louis Malle (1974).
- Il brano viene eseguito alla chitarra da Johnny Depp nel film Chocolat (2000) di cui è il tema centrale nella versione di Rachel Portman (nomination all'Oscar 2001 per la colonna sonora)
- Il brano è presente tra le musiche del film I cento passi (2000)
- Il brano è usato nello spot della Renault Scénic del 2009